# 刘少奇1929年被捕案
刘少奇1929年被捕案指的是时任中共满洲省委书记的刘少奇于中东路事件期间在奉天奉天纱厂，被奉系国民党警察逮捕一案。 此案件对文化大革命中刘少奇的命运产生了重大影响。刘少奇专案组认定刘少奇在此被捕期间叛变，是刘少奇被定为“叛徒”的主要罪证。1980年中共重新审理案件，推翻了所有的控诉和证据，为刘少奇平反。

## 事件经过
1929年7月，刘少奇被任命为满洲省委书记，从上海前往奉天指导工运。